# Јосиф Исповедник
Свети Јосиф Исповедник је православни светитељ, архиепископ града Солуна, брат светог Теодора Студита из 9. века.
Као млад се замонашио и са својим братом Теодором. Заједно су били ученици преподобног Платона, оснивача манастира у Сакудиону.
На месту архиепископа града Солуна јевно је критиковао незаконити брак цара Константина VI и бранио поштовање икона. Због тога је, по царевом наређењу ухапшен, мучен и бачен у тамницу на неком од пустих острва. 
Када је цар Михаило I Рангабе ступио на престо ослободио га је. Цар Лав Јерменин који је био иконоборац, по ступању на трон, поново је Јосифа и Теодора затворио у тамницу, због поштовања светих икона. 
Свети Јосиф је умро од последица мучења у тамници 830. године.